# Ultrajapyx
Ultrajapyx es un género de Diplura en la familia Japygidae.

## Especies
- Ultrajapyx pieltaini (Silvestri, 1929)